# Henny Modig Förare
Henny Modig Förare, född Modig 2 november 1907 i Malmberget, Gällivare församling, Norrbottens län, död 13 april 2002 i Brännkyrka församling i Stockholm, var en svensk målare.

## Biografi
Henny Modig Förare var dotter till arbetaren Karl Gustav Modig och sömmerskan Kajsa Maria Nilsdotter Liikammaa från Hietaniemi.
Av kvinnorättsaktivisten Lina Hjort fick hon i uppdrag att dekorera insidan av det så kallade Hjortska huset i Kiruna med muralmålningar. Dessa blev en sevärdhet och kom att innebära hennes genombrott. Modig Förare har även dekorerat insidan av Centrumhuset i centrala Kiruna.
Återkommande motiv i Modig Förares konstnärskap är den lappländska naturen och porträtt av samer. Bland dem som hon porträtterat märks målaren Nils Nilsson Skum och riksdagens talman August Sävström.
Vid slutet av 1940-talet flyttade Modig Förare med sin man Ruben Förare och deras tre barn till Stockholm, där det fanns bättre framtidsutsikter. Planen var att hon skulle vidareutbilda sig, men parets separation en kort tid senare kom att göra detta ekonomiskt omöjligt. Modig Förare förblev därför hela sitt liv autodidakt.
Efter separationen försörjde hon på egen hand sig själv och sina tre barn på sitt måleri, bland annat genom olika beställningar från konsthandlare och genom att dekorera keramiktallrikar med samiska motiv.
Henny Modig Förare är begravd på Sandsborgskyrkogården i Gamla Enskede.